# Otostigmus niasensis
Otostigmus niasensis är en mångfotingart som beskrevs av Filippo Silvestri 1895. Otostigmus niasensis ingår i släktet Otostigmus och familjen Scolopendridae. Inga underarter finns listade i Catalogue of Life.